# Pegomya syabrui
Pegomya syabrui är en tvåvingeart som beskrevs av Masayoshi Suwa 1997. Pegomya syabrui ingår i släktet Pegomya och familjen blomsterflugor. Inga underarter finns listade i Catalogue of Life.